# Gare de Wihr-au-Val – Soultzbach-les-Bains
Gare de WWihr-au-Val –  Soultzbach-les-Bains – przystanek kolejowy w miejscowości Wihr-au-Val, w departamencie Górny Ren, w regionie Grand Est, we Francji. Jest zarządzany przez SNCF i obsługiwany przez pociągi TER Grand Est. Obsługuje również gminę Soultzbach-les-Bains.

## Położenie
Znajduje się na linii Colmar – Metzeral, na km 12,730 między stacjami Walbach-La-Forge i Gunsbach – Griesbach, na wysokości 310 m n.p.m.

## Linie kolejowe
- Linia Colmar – Metzeral